# Höttur
Höttur is een IJslandse sportclub uit Egilsstaðir in de oostelijke provincie Austurland. Bij de club worden voetbal, basketbal, handbal, volleybal, badminton, gymnastiek en taekwondo beoefend. De club is opgericht in 1974 en de traditionele kleuren zijn zwart en wit.

## Geschiedenis

### Voetbal
De club uit het oostelijke puntje van IJsland promoveerde in het seizoen 2011 voor het eerst in de geschiedenis naar de 1. deild karla, de tweede klasse. In deze competitie zou Höttur de enige club zijn uit de provincie Austurland. Na een jaar degradeerde men. 
Sinds 2018 speelt het standaardelftal van de mannen in een gecombineerde ploeg met regiogenoot Huginn onder de naam Höttur/Huginn. Het speelt de thuiswedstrijden in het Vilhjálmsvöllur in Egilsstaðir. De twee verenigingen bleven wel apart van elkaar bestaan.
Het eerste vrouwenelftal kent een gecombineerde selectie met KF Fjarðabyggð en Leiknir Fáskrúðsfirði onder de naam FHL.